# Andy Hebenton
Andrew Alexander „Andy“ Hebenton (* 3. Oktober 1929 in Winnipeg, Manitoba; † 29. Januar 2019 in Portland, Oregon) war ein kanadischer Eishockeyspieler. In seiner über 25 Jahre andauernden Karriere absolvierte der rechte Flügelstürmer unter anderem 630 Spiele für die New York Rangers und Boston Bruins in der National Hockey League, die er ohne Unterbrechung bestritt, was zu diesem Zeitpunkt die längste Serie dieser Art darstellte. Den Großteil seiner Laufbahn verbrachte er jedoch in der Western Hockey League, in der er bei den Victoria Cougars, Portland Buckaroos und Victoria Maple Leafs aktiv war. In beiden Ligen wurde Hebenton für seine faire Spielweise ausgezeichnet, so von der NHL im Jahre 1957 mit der Lady Byng Memorial Trophy.

## Karriere
Hebenton spielte während seiner Juniorenzeit zwischen 1947 und 1949 bei den Winnipeg Canadiens in der Manitoba Junior Hockey League. Nach einem Jahr bei den Cincinnati Mohawks in der American Hockey League wechselte der Stürmer in die Pacific Coast Hockey League zu den Victoria Cougars. Dort spielte er fünf Jahre und wechselte währenddessen im Sommer 1952 mit dem Team in die Western Hockey League. Am Ende der Spielzeit 1950/51 gewann er mit der Mannschaft den Lester Patrick Cup, die Meisterschaftstrophäe der PCHL.
Nach einem erfolgreichen Jahr mit den Cougars, an dessen Ende er ins Second All-Star Team der WHL gewählten worden war, verkaufte ihn das Team aus Victoria im April 1955 an die New York Rangers aus der National Hockey League. Mit Beginn der Saison 1955/56 stand der Kanadier für acht Spielzeiten im Kader der Rangers und verpasste in dieser Zeit kein einziges Spiel. Dabei zeichnete ihn stets seine faire Spielweise aus und Hebenton erhielt daher nur sehr wenige Strafzeiten. Im Frühjahr 1957 brachte ihm dies die Lady Byng Memorial Trophy ein. In der Saison 1958/59 schaffte er es unter die besten zehn Scorer der Liga. Für die Saison 1963/64 holten ihn die Boston Bruins über den Intra-League Draft im Juni 1963 in ihr Aufgebot. Nach einem Jahr, in dem er erneut alle Spiele bestritten hatte, verkauften ihn die Bruins an die Portland Buckaroos aus der WHL. Seine Serie von 630 bestrittenen NHL-Spielen in Folge stellte zu dieser Zeit einen Rekord dar. Diese Marke wurde von Garry Unger erst etwa zehn Jahre später überboten.
In Portland spielte der Angreifer zunächst nur eine Saison, in der er abermals den Lester Patrick Cup gewann und mit dem Fred J. Hume Cup als fairster Spieler der WHL ausgezeichnet wurde. Im Juni 1965 wurden Hebentons Transferrechte gemeinsam mit Orland Kurtenbach und Pat Stapleton zu den Toronto Maple Leafs transferiert, die im Gegenzug Ron Stewart nach Boston abgaben. Bei den Maple Leafs kam er jedoch nie zum Einsatz, sondern spielte lediglich für deren WHL-Farmteam, die Victoria Maple Leafs in der WHL. Nach zwei Spielzeiten mit den Victoria Maple Leafs und dem erneuten Gewinn des Lester Patrick Cups kehrte er über die Phoenix Roadrunners zu den Portland Buckaroos zurück. In den folgenden Spieljahren wurde er für seine faire Spielweise mehrfach in der WHL ausgezeichnet. Mit 45 Jahren wurde er bei den Buckaroos zum Spielertrainer und war mit 46 Jahren der älteste Spieler in der Geschichte der Central Hockey League, wo er vier Spiele für die Seattle Totems bestritten hatte. Nach dem Ende seiner aktiven Karriere im Jahr 1976, trainierte er für ein Jahr die Tulsa Oilers in der CHL, verfolgte diese Karriere allerdings nicht weiter.
Hebenton verstarb im Januar 2019 im Alter von 89 Jahren in seiner Wahlheimat Portland im US-Bundesstaat Oregon.

## Erfolge und Auszeichnungen
- 1949 MJHL Second All-Star Team
- 1951 Lester-Patrick-Cup-Gewinn mit den Victoria Cougars
- 1955 WHL Second All-Star Team
- 1957 Lady Byng Memorial Trophy
- 1960 Teilnahme am NHL All-Star Game
- 1965 Lester-Patrick-Cup-Gewinn mit den Portland Buckaroos
- 1965 Fred J. Hume Cup (fairster Spieler der WHL)
- 1965 WHL Second All-Star Team
- 1966 Lester-Patrick-Cup-Gewinn mit den Victoria Maple Leafs
- 1970 Fred J. Hume Cup
- 1970 WHL Second All-Star Team
- 1971 Lester-Patrick-Cup-Gewinn mit den Portland Buckaroos
- 1971 Fred J. Hume Cup
- 1971 WHL First All-Star Team
- 1972 Fred J. Hume Cup
- 1973 Fred J. Hume Cup
- 1973 WHL First All-Star Team
- 1974 Fred J. Hume Cup

## Karrierestatistik
(Legende zur Spielerstatistik: Sp oder GP = absolvierte Spiele; T oder G = erzielte Tore; V oder A = erzielte Assists; Pkt oder Pts = erzielte Scorerpunkte; SM oder PIM = erhaltene Strafminuten; +/− = Plus/Minus-Bilanz; PP = erzielte Überzahltore; SH = erzielte Unterzahltore; GW = erzielte Siegtore; 1 Play-downs/Relegation; Kursiv: Statistik nicht vollständig)